# Roata lui Barlow

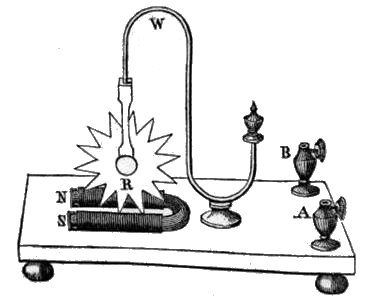
Schema roţii lui Barlow

Roata lui Barlow este un tip simplificat de motor electric construit, în 1822, de matematicianul și fizicianul englez Peter Barlow.
Un disc de cupru care se poate roti în plan vertical, are o margine cufundată într-o baie de mercur.
Aceasta este una din bornele motorului, cealaltă fiind chiar axul discului.
Un magnet în formă de U este plasat astfel încât cele două fețe ale discului sunt orientate către polii acestuia.
Contactând cele două borne la o sursă de curent continuu, se va observa rotirea discului.